# Palazzo Vitale
Palazzo Vitale è un importante edificio della città di Reggio Calabria che occupa parte dell'isolato delimitato dal Corso Garibaldi e le vie Lemos, XXI Agosto e Dei Correttori. Fu costruito su incarico della famiglia Vitale Immagine dopo il terremoto del 1908 mantenendo le caratteristiche strutturali ed architettoniche del tempo. Il manufatto architettonico si presenta con una forma irregolare a “L” che si estende su due piani fuori terra e un cortile interno.Immagine palazzo

## Descrizione architettonica
Il complesso architettonico risulta permeato da canoni classici con influssi dell'architettura liberty.
Il prospetto principale, posto sul Corso Garibaldi, è composto da un seminterrato e da un pianterreno. Il tutto si presenta rifinito esternamente, con intonaco fino del tipo “Terranova” del colore rosa antico, con ornamenti architettonici in corrispondenza degli infissi esterni di colore bianco.
I numerosi balconi che circondano l'intero edificio sono definiti da un parapetto lavorato.
L'ingresso conduce ad un atrio ed a due rampe di scale che si dividono per consentire l'accesso ai due appartamenti posti al primo piano. Di particolare pregio artistico è la ringhiera in ferro lavorato che delimita la rampa delle scale.
Diverse stanze del piano superiore sono impreziosite da diversi affreschi, tali da rendere l'immobile oggetto di interesse storico da parte della Soprintendenza dei Beni Culturali.